# Durhams universitet

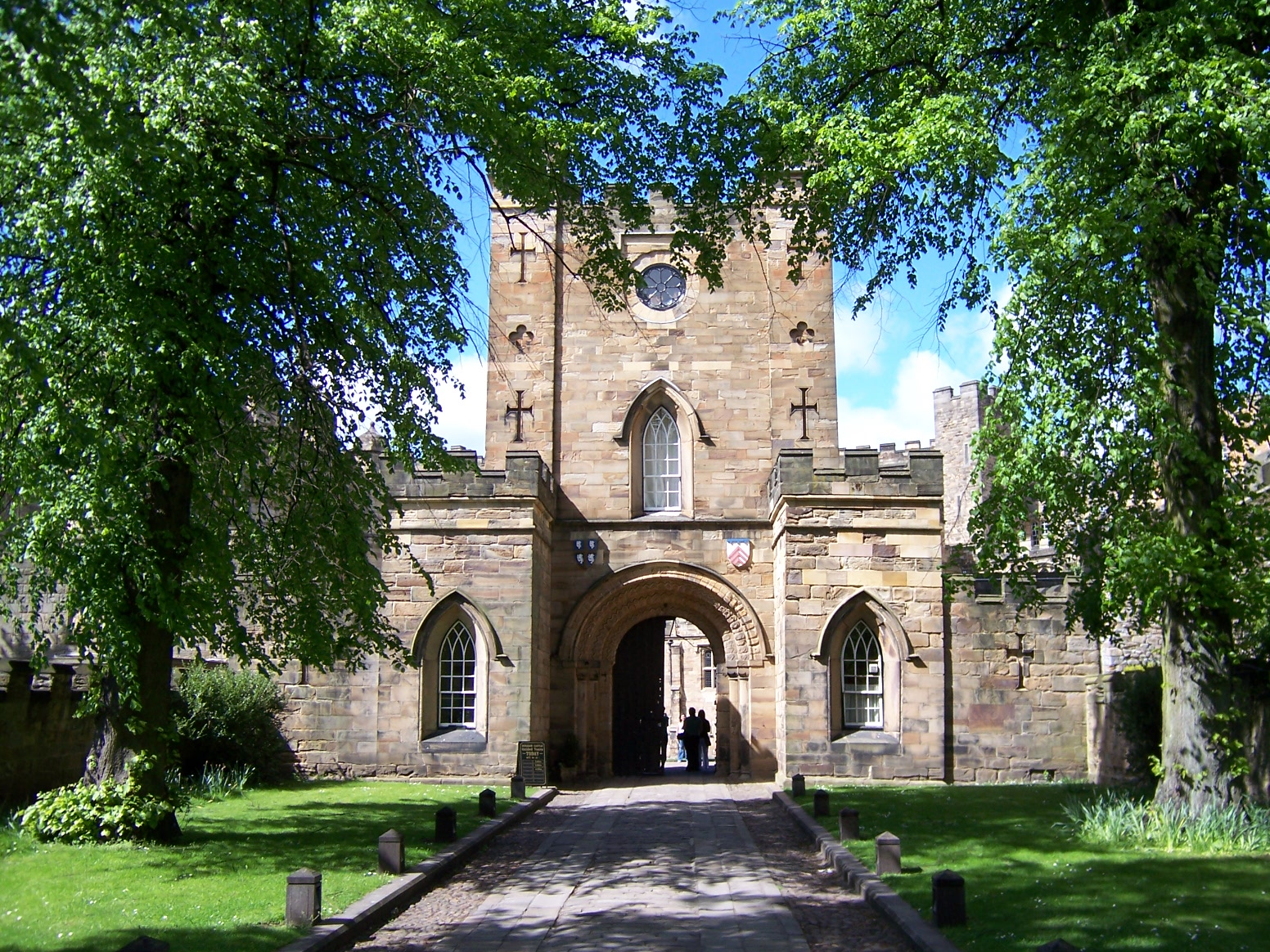
Durhams slott hyser University College och är den äldsta fungerande universitetsbyggnaden i världen.

Durhams universitet (engelska: Durham University eller, formellt, University of Durham) är ett universitet i Durham.
Universitet, stiftat av Oliver Cromwell 1657, sedermera upphävt, öppnades åter genom kunglig sanktion den 4 juli 1832. Läsåret 2018-2019 hade universitetet 19 025 studenter och 1 720 forskare, med en budget om 452 miljoner pund. Durhams universitet är likt Oxford och Cambridge uppdelat i så kallade college, vilka huserar studenter och ansvarar för deras välfärd och viss undervisning på grundnivå. Varje student och doktorand tillhör ett av universitetets 17 colleges, där platser i de mer populära tilldelas baserat på akademiska meriter eller lottning. Mest populärt läsåret 2019 var University College med 2957 förstahandssökande.

## Akademisk profil
Durhams universitet betraktas som ett av Storbritanniens mest prestigefulla och hade inför läsåret 2019-2020 de sjunde högsta antagningskraven bland landets universitet. Det rankades samma år som Storbritanniens sjätte bästa.

### Forskning
Universitet är uppdelat i fyra fakulteter, med totalt ett sjugotal institutioner och 10 forskningsinstitut, där Durham Energy Institute och Institute of Hazard, Risk and Resilience kan räknas bland de mest aktiva. Dessa bedriver både globalt och regionalt inriktad forskning kring energiförsörjning och risker kopplade till klimat och naturkatastrofer. Forskningen vid Durham är i internationell jämförelse särskilt stark inom just geologi och naturgeografi, samt humaniora och juridik. Universitet har etablerat internationella student- och forskarutbyten med bland andra Uppsala universitet, Harvard och University of California, Berkeley. Durham är medlem i Coimbragruppen.

## Alumner

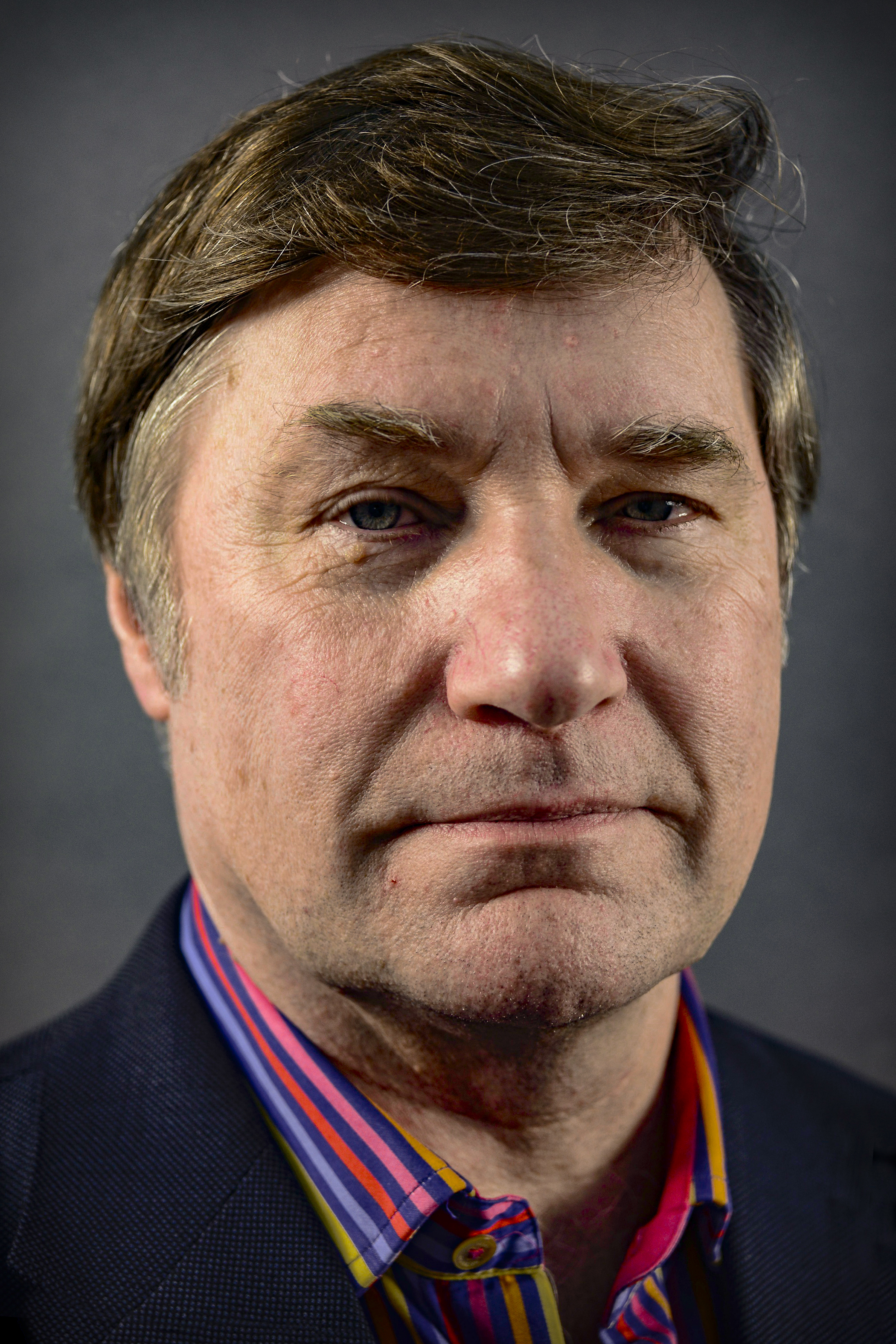
John Barrow, matematiker och kosmolog, avlade sin examen vid Durhams universitet 1974. År 1999 blev han professor vid Institutionen för tillämpad matematik och teoretisk fysik vid Cambridge.

Ett flertal inflytelserika personer har studerat eller bedrivit forskning vid Durhams universitet. Nuvarande akademiker och emeritus-akademiker inkluderar 14 medlemmar i Royal Society, 17 medlemmar i British Academy och 14 medlemmar i akademin för samhällsvetenskaper. Durhamexaminerade har länge använt de latinska post-nominella bokstäverna Dunelm efter examen, från Dunelmensis (av, tillhör, eller från, Durham). Nedan listas ett urval personer med koppling till universitetet:
- John Barrow (Van Mildert) - matematiker och kosmolog, tilldelad Templetonpriset 2006
- Harold Jeffreys - matematiker och fysiker, tilldelad Wollastonmedaljen 1964, invald in Kungliga Vetenskapsakademien 1949.
- Michael Aris (St Cuthbert's Society) - professor i asiatisk historia vid Oxford och make till Aung San Suu Kyi
- James Holland (St Chad's) - historiker och författare
- John Anthony Allan (Castle) - geograf som uppfann begreppet virtuellt vatten för vilket han fick Stockholm Water Prize 2008
- Stanley Cohen - brittisk professor och sociolog som myntade uttrycket "moralpanik" i sin bok Folk Devils and Moral Panics.
- Stephen Easterbrook (St Chad's) - företagsledare, f.d. VD för McDonald's
- Justin Welby (St John's) - ärkebiskop i Engelska kyrkan sedan 2012

## Colleges

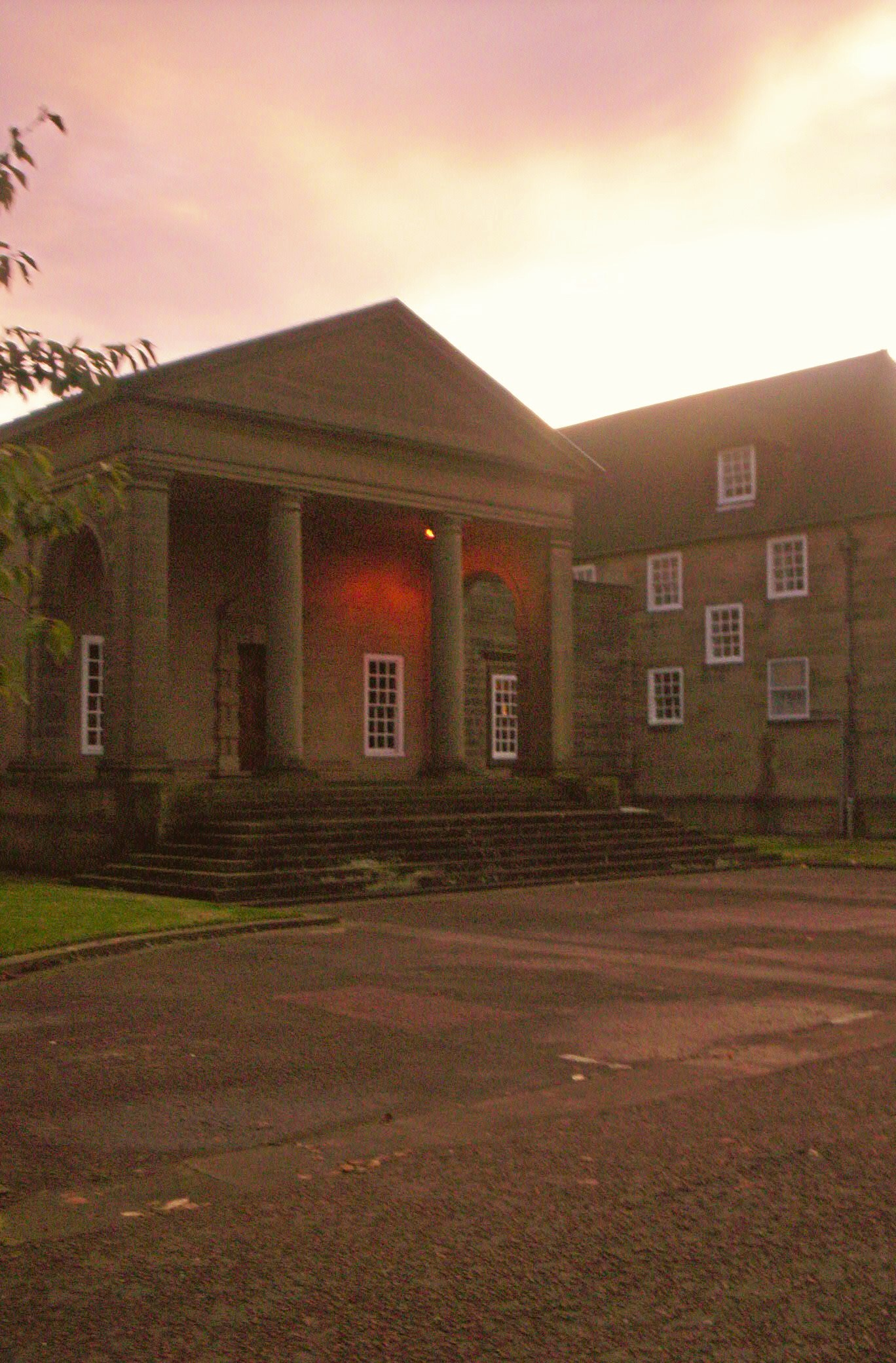
St Mary's College (grundat 1899) var det första collegiet för kvinnor vid universitetet.

Nedan listas colleges vid Durhams universitet efter etableringsår:
- University College (1832)

- Hatfield College (1846)
- St Cuthbert's Society (1888)
- St Mary's College (1899, endast kvinnliga studenter innan 2005)
- St Chad's College (1904)
- St John's College (1909)
- St Aidan's College (1947)
- Grey College (1959)
- Ustinov College (1965) - endast studenter på magister- och doktorandnivå
- Van Mildert College (1965)
- Trevelyan College (1966)
- Collingwood College (1972)
- St Hild and St Bede College (1975, efter en sammanslagning av två äldre colleges från mitten av 1800-talet)
- Stephenson College (2001)
- John Snow College (2001)
- Josephine Butler College (2006)
- South College (2020)